# Nymphula
Nymphula är ett släkte av fjärilar som beskrevs av Franz Paula von Schrank 1802. Enligt Catalogue of Life ingår Nymphula i familjen Crambidae, men enligt Dyntaxa är tillhörigheten istället familjen mott.

## Bildgalleri

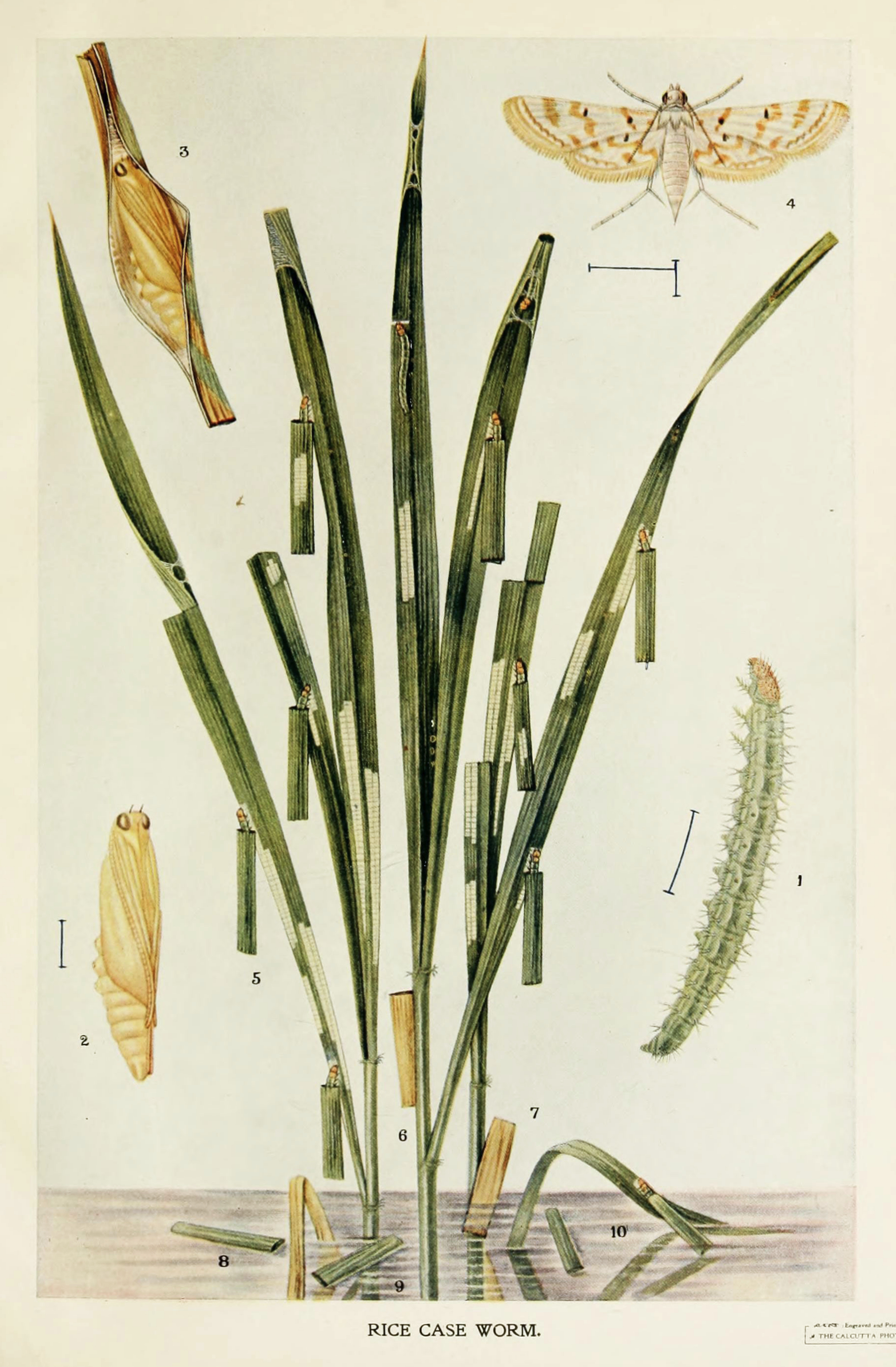

## Dottertaxa tillNymphula, i alfabetisk ordning[1][2]
- Nymphula acidinopis
- Nymphula adiantealis
- Nymphula aetalis
- Nymphula affinialis
- Nymphula africalis
- Nymphula alaicalis
- Nymphula algiralis
- Nymphula arundinalis
- Nymphula australis
- Nymphula avertinalis
- Nymphula azialis
- Nymphula bistrigalis
- Nymphula candidata
- Nymphula catalalis
- Nymphula circealis
- Nymphula coenosalis
- Nymphula corculina
- Nymphula definitalis
- Nymphula dentizonalis
- Nymphula dianalis
- Nymphula dicentra
- Nymphula difflualis
- Nymphula discoloralis
- Nymphula distinctalis
- Nymphula effrenatalis
- Nymphula ekthlipsis
- Nymphula elongalis
- Nymphula endoralis
- Nymphula enixalis
- Nymphula epimochla
- Nymphula euryscia
- Nymphula expatrialis
- Nymphula falliolatalis
- Nymphula fasciata
- Nymphula flavialis
- Nymphula fluvialis
- Nymphula fregonalis
- Nymphula fusalis
- Nymphula fuscicostalis
- Nymphula fuscomarginata
- Nymphula graphicalis
- Nymphula grisealis
- Nymphula hederalis
- Nymphula hillii
- Nymphula hydrothionalis
- Nymphula impuralis
- Nymphula incommoda
- Nymphula indomitalis
- Nymphula infimalis
- Nymphula inornata
- Nymphula leucoplagalis
- Nymphula linealis
- Nymphula lipocosmalis
- Nymphula lotialis
- Nymphula malignalis
- Nymphula manilensis
- Nymphula marmorea
- Nymphula medusalis
- Nymphula metastictalis
- Nymphula minimalis
- Nymphula minoralis
- Nymphula munakatae
- Nymphula nawalis
- Nymphula nigrolinealis
- Nymphula nitens
- Nymphula nitidulata
- Nymphula nivalis
- Nymphula nivealis
- Nymphula novaguiensis
- Nymphula ophiaula
- Nymphula osculatrix
- Nymphula oxygramma
- Nymphula pallida
- Nymphula panpenealis
- Nymphula parallelalis
- Nymphula pleonaxalis
- Nymphula plumbofusalis
- Nymphula polystictalis
- Nymphula procialis
- Nymphula procrealis
- Nymphula pygmaealis
- Nymphula quadripunctalis
- Nymphula responsalis
- Nymphula rivulalis
- Nymphula seriopunctalis
- Nymphula sinuosa
- Nymphula sordidor
- Nymphula suppandalis
- Nymphula tenebralis
- Nymphula transversalis
- Nymphula tripunctalis
- Nymphula tullialis
- Nymphula unguicalis
- Nymphula ussuriensis
- Nymphula vitrinalis
- Nymphula votalis
- Nymphula zoilusalis